# Видмер, Роберт
Роберт Генри Уидмер (17 мая 1916 — 20 июня 2011) — американский авиационный инженер, который специализировался на проектировании самолётов для военных. Он провёл свою карьеру, работая в Convair, которая стала General Dynamics, затем в Lockheed, а затем в Lockheed Martin. Его вспыльчивый характер и временами неподчинительное отношение в своё время побудили руководителей компании серьезно подумать о его увольнении. Однако его блестящие способности в разработке желаемых самолетов за годы до того, как для них даже появился рынок, привели к его назначению вице-президентом по науке и технике всей General Dynamics.
Родившийся в Хоторне, штат Нью-Джерси, Уидмер получил учёные степени в Политехническом институте Ренсселера и Калифорнийском технологическом институте. Он начал свою карьеру, работая в калифорнийском подразделении Convair, первоначально в качестве конструктора морских самолётов. В конце концов он присоединился к основному филиалу компании в Форт-Уэрте, штат Техас, где, в частности, разработал Convair B-58 Hustler, который был первым бомбардировщиком ВВС США, способным развивать скорость 2 Маха. Он продолжал руководить группами разработчиков General Dynamics F-111 Aardvark и General Dynamics F-16 Fighting Falcon. В 1983 году он был удостоен премии Рида в области аэронавтики от Американского института аэронавтики и астронавтики. Награда присуждена ему за руководство проектированием четырёх основных самолетов ВВС, B-36, B-58, F-111 и F-16, а также за «открытие эпох сверхзвукового крейсерского полета и компьютеризированного управления полётом по проводам». В 1962 году он был награждён медалью «Дух Сент-Луиса» от Американского общества инженеров-механиков за работу над B-58. В 2007 году он был включён в Зал славы выпускников Ренсселера.
Уидмер умер в Форт-Уэрте, штат Техас, в 2011 году в возрасте 95 лет.